# الرابطة الليبية لحقوق الإنسان
الرابطة الليبية لحقوق الإنسان (LLHR) هي رابطة حقوق إنسان تابعة لمنظمة الشبكة الأوروبية المتوسطية لحقوق الإنسان. وتم إنشاء الرابطة الليبية لحقوق الإنسان في الثاني من مارس 1989 بواسطة سليمان بوشيجيري، وحسين رياني ومحمد زيان ومنصور الكيخيا. وبحسب الموقع الإلكتروني للرابطة، فر السفير الليبي السابق بالأمم المتحدة «منصور الكيخيا، إلى الولايات المتحدة في 1980 و، في ديسمبر 1993، تم اختطافه في مصر ونقله بعد ذلك إلى ليبيا، حيث يعتقد أنه أعدم هناك.»
اعتبارًا من عام 2001، كان مقر الرابطة الرئيسي يتمركز في جنيف، سويسرا، مع وجود بعض الأفرع لها في مدينة بورينهام، ألمانيا وفي إنجلترا. ومنذ ذلك الحين، بدأت في فتح نطاق عملياتها في منطقة شمال أمريكا.
تعارض هذه الجماعة مبدأ تطبيق عقوبة الإعدام في ليبيا وفي جميع أنحاء العالم. ومنذ بداية الحرب الأهلية الليبية عام 2011، أصدرت الرابطة الليبية لحقوق الإنسان بيانات تدين فيها حالات القمع العنيفة التي يتعرض لها المتظاهرون واستخدام نظام القذافي للاغتصاب والتعذيب والاختطاف كأساليب حرب. وقد سردت البيانات كذلك على مجلس حقوق الإنسان والاتحاد الأوروبي التابعين للأمم المتحدة انتهاكات حقوق الإنسان خلال الحرب الأهلية. وقد لعبت الرابطة الليبية لحقوق الإنسان كذلك دورًا في إثارة قضية اعتقال المواطن الأمريكي عبد القادر جيباني في فبراير 2011 وتشجيع الشعب الأمريكي على دعوة وزارة الخارجية إلى التدخل وتسهيل عملية إطلاق سراحه. وعليه، أُطلق سراح الجيباني في الثاني من مارس 2011. وفي يوم 27 يناير 2012، أجرت الرابطة الليبية لحقوق الإنسان تحقيقًا حول كافة التعاملات التي كانت تتم بين الليبيين ووكالات تفعيل القانون في الولايات المتحدة والهيئات ذات الصلة (بما في ذلك مكتب التحقيقات الفيدرالي، ووكالة الاستخبارات المركزية، وإنفاذ القانون المحلي، وإدارة أمن النقل، والجمارك وحماية الحدود، فضلًا عن وزارة الأمن الداخلي ووزارة الخارجية) منذ فبراير 2011. واستشهدت الرابطة الليبية لحقوق الإنسان بالدليل المتمثل في أن مكتب التحقيقات الفيدرالي ووكالات إنفاذ القانون الأمريكية الأخرى قد استهدفت المواطنين الليبيين الأمريكيين في منازلهم وأماكن عملهم، فضلًا عن استهدافها للمعابر الحدودية بين أمريكا وكندا والمطارات المتواجدة في جميع أنحاء الولايات المتحدة. وفي بيانها الصادر في إطار التحقيق الذي تم إجراؤه، أشارت الرابطة الليبية لحقوق الإنسان أن اثنين من المواطنين الأمريكيين من أصل ليبي قد منعوا حاليًا من دخول الولايات المتحدة. وشددت الرابطة الليبية لحقوق الإنسان على أن تلك الإجراءات «تنتهك بشكل مباشر المواد من 9 إلى 12 من الإعلان العالمي لحقوق الإنسان (UDHR)، والذي يكفل لكافة الأشخاص الحماية من حالات إلقاء القبض والاعتقالات والنفي التعسفية والتدخل التعسفي في الخصوصية»، فضلًا عن حقوق هؤلاء الأفراد في حرية التحرك والعودة إلى بلد المواطنة، كما تم التأكيد في المادة 13 من الإعلان العالمي لحقوق الإنسان (UDHR) 